# كارلو (سلاح)

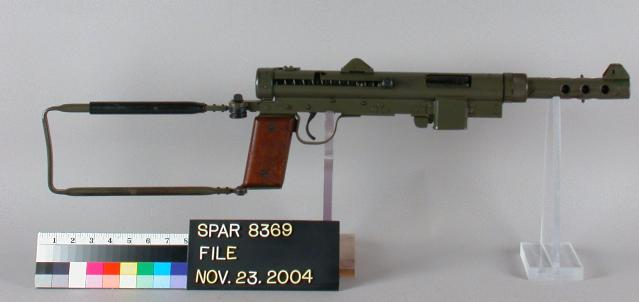
سلاح كارل جوستاف م/45

كارلو (المعروف أيضا باسم كارل جوستاف) هو سلاح رشاش أوروبي المنشأ، قلد في مصر عام 1956، وأطلق عليه اسم «بور سعيد» قبل أن يطور الفلسطينيون نسختهم الخاصة التي استخدموها في مواجهة الاحتلال منذ الانتفاضة الفلسطينية الأولى. صُمم السلاح بواسطة المصنع السويدي كارل جوستاف الذي استلهم تصميمه من سلاح كارل جوستاف م/45.

## مواصفات عامة
يستخدم سلاح الكارلو رصاصة من عيار 9 ملم، كما أن مخزن البندقية يتسع لنحو 25 رصاصة فقط من نفس العيار. ويعد الكارلو أقل تكلفة من غيره، إذ يمكن تصنيعه محلياً في ورش الحدادة أو الخراطة وبأدوات بسيطة، يصل مداه المحدود إلى حوالي مئة متر فقط.

## أحداث وقعت باستخدام السلاح
- عملية منطقة بركان الصناعية.
- عملية إطلاق النار في البيرة.

## مناطق استخدام السلاح
- فلسطين